# Il triangolo della paura
Il triangolo della paura (Der Commander) è un film del 1988, diretto da Antonio Margheriti.

## Trama
La DEA - Squadra Americana Antinarcotici - ha la certezza che un "venduto" si è infiltrato nei suoi quadri. Per identificare il traditore, i responsabili al vertice decidono in gran segreto di aggregare Madson, uno dei loro uomini più ardimentosi e fidati, se pur notoriamente dedito all'alcool, a una spedizione punitiva, organizzata dal losco Mazzarini, per conto di una multinazionale di trafficanti di droga, contro Dong, loro fornitore, che sta diventando sempre più esoso e spietato. Madson, sottopostosi a una plastica facciale che lo rende irriconoscibile, partecipa così alla spedizione, costituita da un branco di feroci mercenari, agli ordini di Colby, e, con l'aiuto di una avvenente ragazza orientale, ardimentosa e accorta, dopo una serie di avventure temerarie, riesce a penetrare con i poco raccomandabili compagni nella roccaforte di Dong e a distruggerla. I protagonisti della micidiale impresa vengono traditi dal Mazzarini, associato al "venduto" della DEA, i quali aspirano ad assumere in proprio il traffico mortale appena sottratto all'implacabile Dong; ma grazie a uno stratagemma ideato da Madson, riescono ad eliminarli.